# Luis Tudanca
Luis Tudanca Fernández, né le 25 mai 1978 à Burgos, est un homme politique espagnol membre du Parti socialiste ouvrier espagnol (PSOE).
Il est secrétaire général du Parti socialiste de Castille-et-León-PSOE (PSCyL-PSOE) depuis le 18 octobre 2014.

## Biographie

### Formation et débuts en politique
Il est titulaire d'une licence en droit de l'université de Burgos, qu'il a complété par un cursus en droit de la consommation.
En 2000, il adhère au Parti socialiste ouvrier espagnol et devient secrétaire général des Jeunesses socialistes (JSE) de la province de Burgos. Il est nommé en 2004, à 26 ans, directeur de cabinet de Berta Tricio, sous-déléguée du gouvernement dans cette même province. Il est par la suite reconduit dans ses fonctions au sein des JSE.

### Député au Congrès
Placé en 2008 en troisième position sur la liste socialiste dans la province de Burgos pour les élections législatives du 9 mars, il n'est pas immédiatement élu. Il intègre le Congrès des députés le 28 avril, en remplacement d'Octavio Granado, désigné secrétaire d'État.
Au sein de la chambre basse des Cortes Generales, il est deuxième secrétaire de la commission non-permanente de suivi et d'évaluation des accords du pacte de Tolède, membre de la commission de la Défense, de la commission du Logement et de la commission conjointe pour les Relations avec le Défenseur du peuple.
Parallèlement, il renonce à son poste aux JSE et prend celui de secrétaire à l'Organisation du Parti socialiste de Burgos-PSOE, sous l'autorité du secrétaire général provincial, José María Jiménez.
Aux élections législatives anticipées du 20 novembre 2011, il est investi tête de liste dans la province de Burgos et se voit réélu au Congrès. Il est ensuite reconduit dans ses fonctions à la commission du pacte de Tolède, tout en devenant porte-parole adjoint à la commission de la Défense et membre de la commission pour les Politiques d'intégration des handicapés.
Il est élu, le 2 juin 2012, secrétaire général du Parti socialiste de Burgos-PSOE ; lors du IXe congrès provincial, il remporte les suffrages de 91 délégués sur 117, soit 77,8 % des suffrages exprimés, devançant très largement la conseillère municipale de Burgos Esther Peñalba.

### Secrétaire général du PSCyL-PSOE
Le 29 août 2014, il annonce qu'il sera candidat au secrétariat général du Parti socialiste de Castille-et-León-PSOE dans le cadre du congrès extraordinaire, l'élection se faisant pour la première fois au suffrage universel des militants le 4 octobre suivant. Il reçoit aussitôt le soutien d'Ana Redondo, porte-parole adjointe du groupe socialiste aux Cortes de Castille-et-León et première candidate déclarée.
Le 19 septembre, il présente ses parrainages militants, comptant avec 3 483 soutiens, contre 2 850 pour son concurrent et précédent secrétaire général Julio Villarrubia. À six jours du vote, le 28 septembre, il obtient le soutien public de Demetrio Madrid, premier président de la Junte démocratiquement élu, ancien secrétaire général puis président du PSCyL-PSOE.
Lors de l'élection, il totalise 3 641 suffrages, Villarrubia en remportant 2 997 ; il remporte une majorité de votes dans six des neuf provinces de la communauté autonome, dont sa terre d'élection.
Le jour du congrès anticipé, organisé le 18 octobre suivant à Valladolid, il présente la liste de la commission exécutive régionale, qui comprend 37 membres, soit onze de moins que celle de Villarrubia, renouvelée à 80 % et dont l'ancienne porte-parole au Congrès des députés Soraya Rodríguez est désignée présidente. Sa proposition recueille seulement 64,81 % de votes favorables, 95 délégués sur 271 choisissant le bulletin blanc. À peine deux jours plus tard, il met fin aux fonctions de son vice-secrétaire général, le maire de Pajares de los Oteros Julio César Fernández Santos, après que celui-ci a reconnu avoir continué de toucher son traitement de fonctionnaire pénitentiaire alors qu'il n'exerçait plus aucune responsabilité. En 2015, il est remplacé par Esther Peña à la tête du PSOE de Burgos.
Il annonce le 22 mai 2017 qu'il compte postuler à sa succession comme dirigeant du PSCyL-PSOE lors du prochain congrès autonomique. Le 15 juin suivant, le secrétaire général élu du PSOE Pedro Sánchez annonce qu'il l'a choisi pour exercer la présidence du 39e congrès fédéral du parti, convoqué pour les trois jours suivant, et qu'il sera secondé par Idoia Mendia, secrétaire générale de la fédération basque du parti.
Il est tête de liste pour les élections aux Cortes de Castille-et-León en 2015, 2019 et 2022.